# Arthur Guinness II
Pour les articles homonymes, voir Guinness (homonymie).
 (avril 2021).
Si vous disposez d'ouvrages ou d'articles de référence ou si vous connaissez des sites web de qualité traitant du thème abordé ici, merci de compléter l'article en donnant les références utiles à sa vérifiabilité et en les liant à la section « Notes et références ».
Arthur Guinness, né le 12 mars 1768 à Beaumont (en) et mort dans ce même quartier de Dublin le 9 juin 1855, est un brasseur, banquier, homme politique et meunier irlandais.
Pour éviter toute confusion avec son père Arthur Guinness (1725-1803), il est souvent connu sous le nom de Second Arthur Guinness ou Arthur Guinness II.